# Walter Rechberger
Walter Hans Rechberger (* 25. Dezember 1945 in Wien) ist ein österreichischer Jurist und emeritierter Professor an der Universität Wien.

## Leben
Nach dem Studium der Rechtswissenschaften an der Universität Wien promovierte 1967 Rechberger daselbst zum Dr. iur. Anschließend war er bis 1977 als Universitätsassistent am Institut für Zivilgerichtliches Verfahren dieser Universität unter seinem Doktorvater Winfried Kralik tätig. 1968 absolvierte Rechberger sein Gerichtsjahr. Seit 1971 hatte er einen Lehrauftrag an der Universität Wien inne, bevor er sich 1977 für das Fach zivilgerichtliches Verfahren habilitierte. Anschließend war er als Universitätsdozent für dieses Fach an der Universität Wien tätig, 1979 wurde er außerordentlicher Universitätsprofessor an der Universität Wien. Nach einer Gastprofessur an der University of Kansas wurde Rechberger 1992 als Nachfolger von Winfried Kralik zum ordentlichen Professor für Zivilverfahrensrecht an der Universität Wien ernannt. Dort lehrt und forscht er bis heute auch noch nach seiner Emeritierung. Von 1999 bis 2006 war er Dekan der Rechtswissenschaftlichen Fakultät der Universität Wien. 
Rechberger war lange Jahre Vorstand des Instituts für Zivilverfahrensrecht der Universität Wien und des Ludwig-Boltzmann-Instituts für Rechtsvorsorge und Urkundenwesen, sowie unter anderem Präsidiumsmitglied des Vienna International Arbitral Centre, einer der Vorsitzenden des Ständigen Neutralen Schiedsgerichts der Österreichischen Fußball-Bundesliga, Präsident der Wiener Rechtsgeschichtlichen Gesellschaft und Vorstandsmitglied des Instituts für den Donauraum und Mitteleuropa, ferner Vorstandsmitglied der Vereinigung der Zivilprozessrechtslehrer Deutschlands, Österreichs und der Schweiz sowie österreichischer Vertreter im Council der International Association of Procedural Law (IAPL) und im Rat der Wissenschaftlichen Vereinigung für Internationales Verfahrensrecht.

## Privates
Rechberger ist engagierter Katholik. Seit 1964 ist er Mitglied der katholischen Studentenverbindung KÖHV Amelungia Wien im ÖCV, in dem er unter anderem die Leitung der ÖCV-Bildungsakademie innehatte. Seit 1988 ist er Mitglied im Ritterorden vom Heiligen Grab zu Jerusalem, wo er 1997 bis 2005 als Leitender Komtur in Wien fungierte; er bekleidet dort den Rang eines Großoffiziers. Zudem war er viele Jahre Mitarbeiter der Cursillo-Bewegung in der Erzdiözese Wien, Pfarrgemeinderat und Vorstandsmitglied des Katholischen Laienrates Österreichs. Er wurde 2003 mit dem Komturkreuz des päpstlichen Silvesterordens ausgezeichnet.
Rechberger war verheiratet mit der ehemaligen Gymnasialprofessorin Mag. Ingeborg Rechberger (* 1947; † 2017), mit der er zwei gemeinsame Töchter hat (* 1975 und * 1977).

## Ehrungen und Auszeichnungen
- 1998 Ehrendoktorwürde der Universität Pécs (Fünfkirchen)
- 2013 Ehrendoktorwürde der Universität Athen
- 2005 Großes Silbernes Ehrenzeichen für Verdienste um die Republik Österreich
- 2012 Wissenschaftliches Ehrenzeichen für Verdienste um das österreichische Notariat
- 2014 Österreichisches Ehrenkreuz für Wissenschaft und Kunst I. Klasse

## Werke (Auswahl)
- Die fehlerhafte Exekution: Tatbestandsmängel, Mängel der Wirksamkeit und Nichtigkeitsgründe im Exekutionsverfahren und deren prozessualer Ursprung. Manz, Wien 1978, ISBN 3-214-06916-0 (Habilitationsschrift).
- mit Daphne-Ariane Simotta: Zivilprozessrecht. Manz, Wien 1982, ISBN 3-214-00402-6.
- mit Helmut Fuchs: Das neue Rechtsstudium: Ein Wegweiser. 3. Auflage. Manz, Wien 1984.
- mit Paul Oberhammer und Teresa Bogensberger: Der vollstreckbare Notariatsakt. Manz, Wien 1994, ISBN 3-214-04614-4.
- Die Ausserstreitreform. Manz, Wien 1996, ISBN 3-214-04656-X.
- Notarielle Beurkundungstätigkeit mit Auslandsbezug. Manz, Wien 1997, ISBN 3-214-00825-0.
- mit Mario Thurner: Insolvenzrecht. 2. Auflage. WUV Verlag, Wien 2004, ISBN 3-85114-672-7.
- mit Ludwig Bittner: Grundbuchsrecht. 2. Auflage. Facultas WUV, Wien 2007, ISBN 978-3-7089-0173-2.
- mit Paul Oberhammer: Exekutionsrecht. 5. Auflage. Facultas WUV, Wien 2009, ISBN 978-3-7089-0381-1.
- mit Daphne-Ariane Simotta: Grundriss des österreichischen Zivilprozessrechts: Erkenntnisverfahren. 8. Auflage. Manz, Wien 2010, ISBN 978-3-214-15750-0.
- mit Brigitta Zöchling-Jud: Die EU-Erbrechtsverordnung in Österreich: Handbuch. Verlag Österreich, Wien 2015, ISBN 978-3-7046-6779-3.